# 제3회 베를린 국제 영화제
제3회 베를린 국제 영화제는 1952년 6월 12일에 열린 시상식이다.

## 수상 및 후보

### 황금곰상
- 공포의 보수 - 앙리 조르주 클루조 수상

### 은곰상
- Magia verde - Glan Gaspare Napolitano 수상

### 동곰상
- Das Pestalozzidorf - Leopold Lindtberg 수상
- The Village - Leopold Lindtberg 수상